# Lac des Oiseaux
Lac des Oiseaux (em árabe: بحيرة الطيور) é uma cidade e comuna localizada na província de El Tarf, Argélia. Segundo o censo de 2008, a população total da cidade era de 10 624 habitantes.